# Peritónio

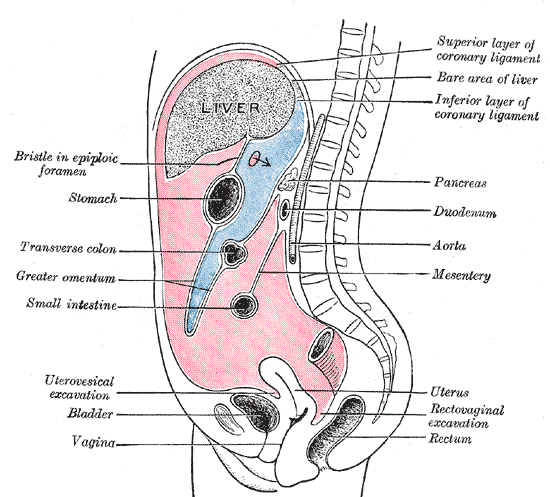
Pode ser dividido em omento maior (rosa) e omento menor (azul).

O Peritoneu, peritónio (português europeu) ou peritônio (português brasileiro) é uma membrana serosa, a maior do corpo, transparente e que recobre tanto a parede abdominal quanto as vísceras. Durante o desenvolvimento o peritoneu sofre alterações complexas antes de atingir sua forma e posição definitivas.
Possui duas camadas: parietal e visceral. A parietal recobre as paredes abdominais e a superfície inferior do diafragma, enquanto a visceral recobre boa parte das vísceras, formando uma cobertura completa para algumas delas (estômago, baço, etc.) e incompleta para outras (bexiga, recto, etc.). Assim, as vísceras podem ser classificadas como peritonizadas (por ambas lâminas), extraperitoneais (fora do parietal) ou retroperitoneais (dentro do parietal). 
Estas duas camadas são responsáveis por formar a cavidade peritoneal, espaço virtual entermeado por líquido peritoneal.

## Funções
Algumas de suas funções são diminuir o atrito entre as vísceras abdominais, promover sustentação estrutural, servir de meio para que leucócitos façam a defesa de possíveis infeções e armazenar gordura.

## Patologias
Quando em contato com o ar é chamado de pneumoperitônio e quando em contato com uma hemorragia é chamado de hemoperitônio.
Nas herniações da cavidade abdominal, pode formar um saco herniário.
Por ter poder absorvente extremamente alto, é a porta para levar ao choque séptico por extravasamento do conteúdo intestinal neste meio, por exemplo.

## Inervação
Sua inervação é feita pelo nervo frênico, os nervos toraco-abdominais, os nervos subcostais e o plexo lombosacral. 